# Genyochromis mento
Рід Genyochromis складається з єдиного виду риб родини цихлові.

## Види
- Genyochromis mento Trewavas 1935